# Santiago Chimaltenango
Santiago Chimaltenango är en kommunhuvudort i Guatemala.   Den ligger i departementet Departamento de Huehuetenango, i den västra delen av landet, 160 km nordväst om huvudstaden Guatemala City. Santiago Chimaltenango ligger 1 938 meter över havet och antalet invånare är 3 020.
Terrängen runt Santiago Chimaltenango är bergig norrut, men söderut är den kuperad. Runt Santiago Chimaltenango är det ganska tätbefolkat, med 192 invånare per kvadratkilometer. Närmaste större samhälle är Concepción, 17,0 km norr om Santiago Chimaltenango. I omgivningarna runt Santiago Chimaltenango växer i huvudsak blandskog.